# 寒風越
寒風越（さむかぜごえ、かんぷうごえ）は、徳島県美馬市美馬町と香川県仲多度郡まんのう町の境界にある峠。標高約896m。

## 地理
徳島県美馬市美馬町藤宇と香川県仲多度郡まんのう町勝浦の境にある峠。竜王山の南西約2kmにある。数ある阿讃の峠道の中では間道として扱われ、隣り合う三頭越や相栗峠に比べて交通量は少ないが、両県の麓の集落にとって重要な生活童であった。
峠名の由来は、この峠が北西の季節風を受けやすい地形になっていて、徳島県側から峠に上ると、冷たい風に当たって寒かったことにちなむ。